# Leeanna Walsman
Leeanna Walsman (Sydney, 22 novembre 1979) è un'attrice australiana.
È nota per aver interpretato il cacciatore di taglie mutaforma Zam Wesell nel film Star Wars - Episodio II - L'attacco dei cloni del 2002.

## Biografia
Nel 2000 interpreta il personaggio di Carly Bishop nel film Terza generazione (Looking for Alibrandi), diretto da Kate Woods, al fianco di Greta Scacchi e Anthony LaPaglia.
Leeanna Walsman viene notata da Robin Gurland, direttore del cast del film Star Wars: Episodio II - L'attacco dei cloni (Star Wars: Episode II Attack of the Clones), diretto da George Lucas nel 2002, mentre sta recitando con Rose Byrne nello spettacolo teatrale La Dispute per la Sydney Theatre Company e, colpito dalla sua agilità, oltre che dal suo sguardo e dalla sua recitazione, la ingaggia per la parte della cacciatrice di taglie mutaforma clawdite Zam Wesell. Nel film, Zam Wesel viene ingaggiata da Jango Fett (Temuera Morrison) per uccidere la principessa Padmé Amidala (Natalie Portman), ma viene scoperta e fermata da Obi-Wan Kenobi (Ewan McGregor) e Anakin Skywalker (Hayden Christensen), quindi uccisa con un dardo avvelenato da parte di Jango Fett per evitarle di parlare. L'attrice riprenderà il ruolo prestando la voce al personaggio ancora due volte, nei successivi videogiochi Star Wars: Bounty Hunter, del 2002, e LEGO Star Wars: La saga degli Skywalker (LEGO Star Wars: The Skywalker Saga), del 2022.
Nel 2012 Leanna Walsman compare nella prima stagione della serie televisiva australiana Wentworth, nella parte di Erica Davidson.
Nel 2018 interpreta Bree Gallagher nella miniserie televisiva Safe Harbour, diretta da Glendyn Ivin, ruolo che le vale la candidatura a un AACTA e a un Logie Award.
Nel 2023 viene annunciato che entrerà a far parte del cast fisso della serie televisiva di genere crime di Channel Nine, Human Error, nella parte della protagonista Holly O'Rourke.

## Filmografia parziale

### Attrice

#### Cinema
- Terza generazione (Looking for Alibrandi), regia di Kate Woods (2000)
- Star Wars: Episodio II - L'attacco dei cloni, regia di George Lucas (2002) - Zam Wesell
- Penguin Bloom, regia di Glendyn Ivin (2020)

#### Televisione
- Heartbreak High - serie TV (1999)
- The Pacific - miniserie TV (2010)
- Safe Harbour, regia di Glendyn Ivin - miniserie TV (2018)

### Doppiatrice

#### Cinema
- $9.99, regia di Tatia Rosenthal (2008)
- Home, regia di Christopher Ferguson - cortometraggio (2014)
- Talk to Me, regia di Danny Philippou e Michael Philippou (2022)

#### Televisione
- The Real Mary Poppins, regia di Lisa Matthews - film TV (2013) - Narratrice

#### Videogiochi
- Star Wars: Bounty Hunter, regia di Jon Knoles (2002) - Zam Wesell
- LEGO Star Wars: La saga degli Skywalker (LEGO Star Wars: The Skywalker Saga), regia di James McLoughlin (2022) - Zam Wesell

## Teatro (parziale)
- La Dispute

## Riconoscimenti
- AFI Award
  - 2004 - Candidatura alla miglior attrice protagonista
  - 2008 - Candidatura alla miglior attrice non protagonista
- AACTA Award
  - 2018 - Candidatura alla miglior attrice in una serie drammatica per Safe Harbour
- Australian Film Institute
  - 2004 - Candidatura alla miglior attrice protagonista per One Perfect Day
  - 2008 - Candidatura alla miglior attrice non protagonista per Bitter & Twisted
- Film Critics Circle of Australia Award
  - 2009 - Candidatura alla miglior attrice non protagonista per Bitter & Twisted
  - 2016 - Candidatura alla miglior attrice per Manny Lewis
  - 2022 - Miglior attrice non protagonista per Bosch & Rockit
  - 2023 - Miglior attrice non protagonista per Bosch & Rockit
- IF Award
  - 2004 - Candidatura alla miglior attrice per One Perfect Day
- FCCA Award
  - 2009 - Candidatura alla miglior attrice non protagonista
- Logie Award
  - 2005 - Candidatura alla miglior attrice in una serie drammatica per Jessica
  - 2018 - Candidatura alla miglior attrice per Safe Harbour[4]
- Silver Logie Award
  - 2005 Candidatura alla miglior attrice in una serie televisiva drammatica
- The Equity Ensemble Awards
  - 2013 - Candidatura alla miglior interpretazione di un cast in una minisere o film per la televisione per Underbelly (condiviso con altri)
  - 2014 - Candidatura alla miglior interpretazione di un cast in una serie drammatica per Wentworth (condiviso con altri)
  - 2018 - Miglior interpretazione di un cast in una minisere o film per la televisione per Seven Types of Ambiguity (condiviso con altri)
  - 2019 - Candidatura alla miglior interpretazione di un cast in una minisere o film per la televisione per Safe Harbour (condiviso con altri)